# Josie Maran
Johanna Selhorst "Josie" Maran (Menlo Park, 8 de maio de 1978) é uma atriz e modelo norte-americana.

## Biografia
Josie Maran iniciou carreira jovem, aos dezessete anos. Modelo e atriz já participou de várias campanhas publicitárias para empresas como Maybelline, Guees e Marie Clarie. Como atriz já participou de filmes como Van Helsing, O Aviador e A Agenda Secreta do Meu Namorado. Além de participar destes filmes e campanhas, Josie Maran também estrelou o jogo Need For Speed: Most Wanted e fez uma participação no vídeo "Everybody" do grupo vocal Backstreet Boys. Em 2007, ficou em 44.º lugar como mulher mais desejada do mundo, ranking do site askman.com.